# 神戸市立太閤の湯殿館

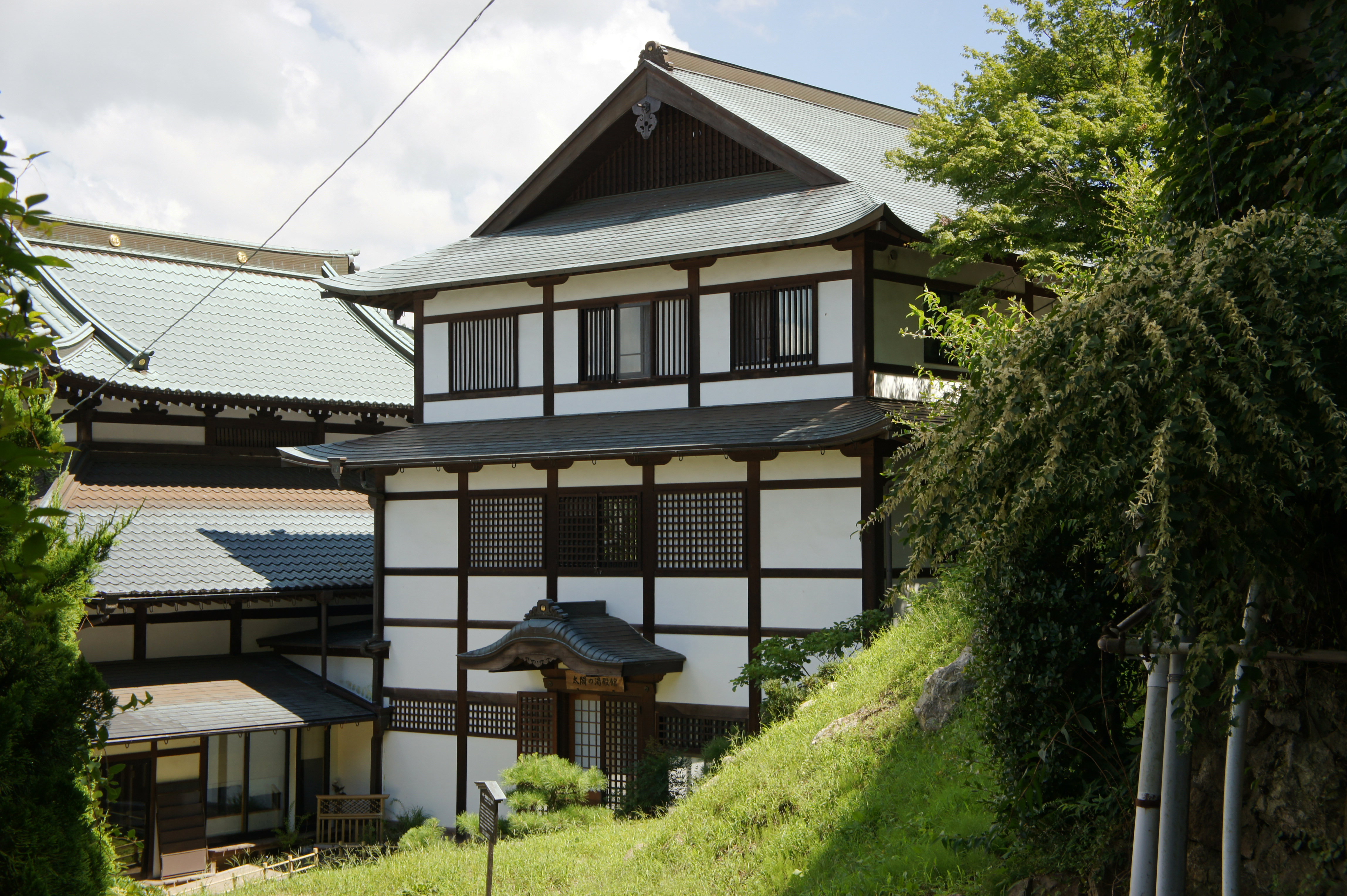
神戸市立太閤の湯殿館

神戸市立太閤の湯殿館（こうべしりつたいこうのゆどのかん）は、六甲山北麓の有馬温泉郷の極楽寺境内にある博物館施設。

## 概要
阪神・淡路大震災で倒壊した極楽寺庫裏の下から豊臣秀吉の「湯山御殿（ゆのやまごてん）」の一部とみられる安土桃山時代の風呂の遺構が発見された。この湯山御殿の「湯ぶね庭園」の保存と公開を目的に1999年（平成11年）開設された。
館内には蒸し風呂、岩風呂、庭園の遺構を展示してあるほか、桃山時代をイメージした展示室には茶器や瓦などの出土品、秀吉と有馬温泉の歴史文化に関する資料が展示されている。

## 施設
- 庭園 - 地下1mに埋設保存している庭園遺構の真上に復元したもの。
- 岩風呂遺構
- 蒸し風呂遺構
- 展示室

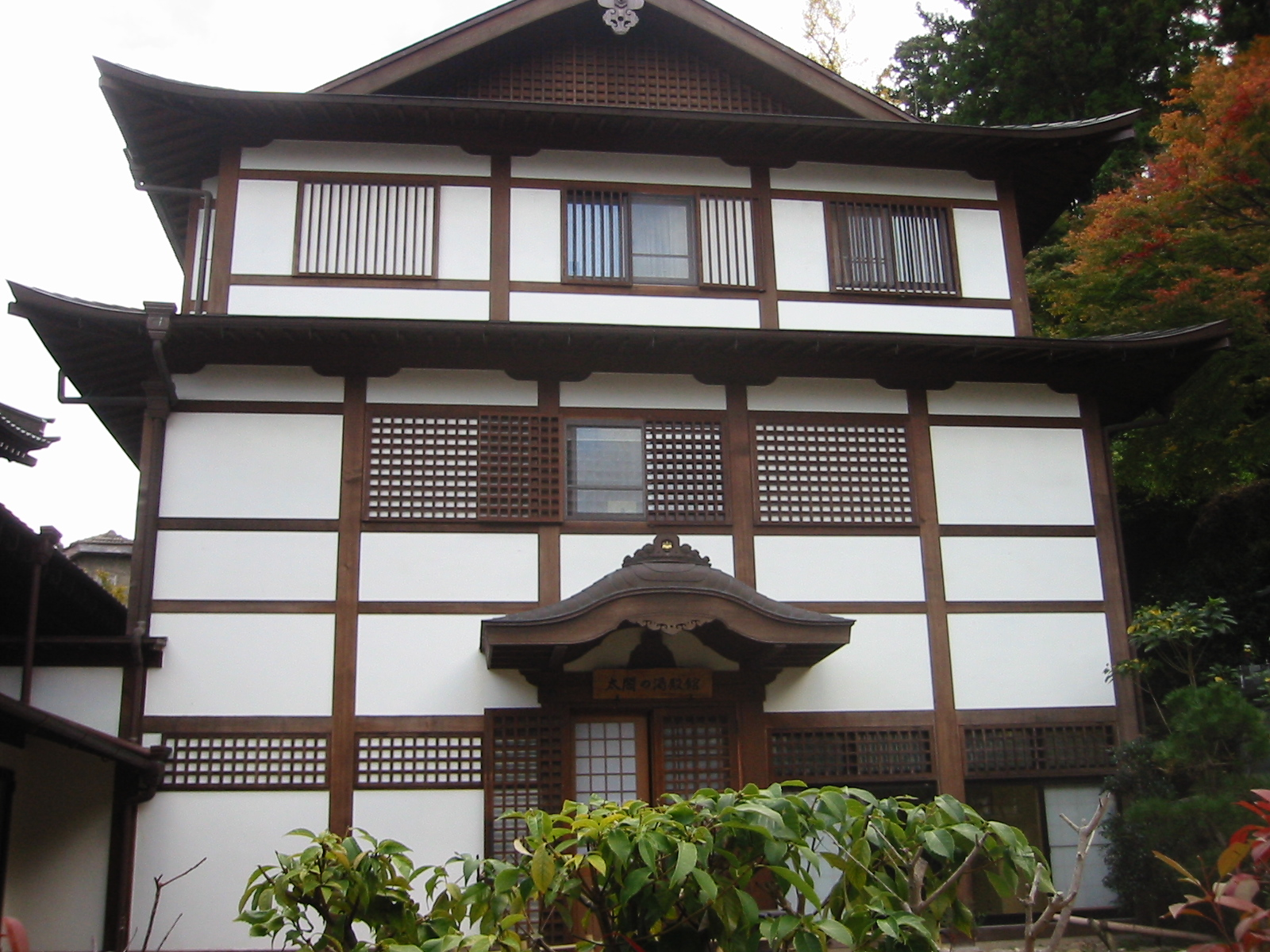
玄関側外観
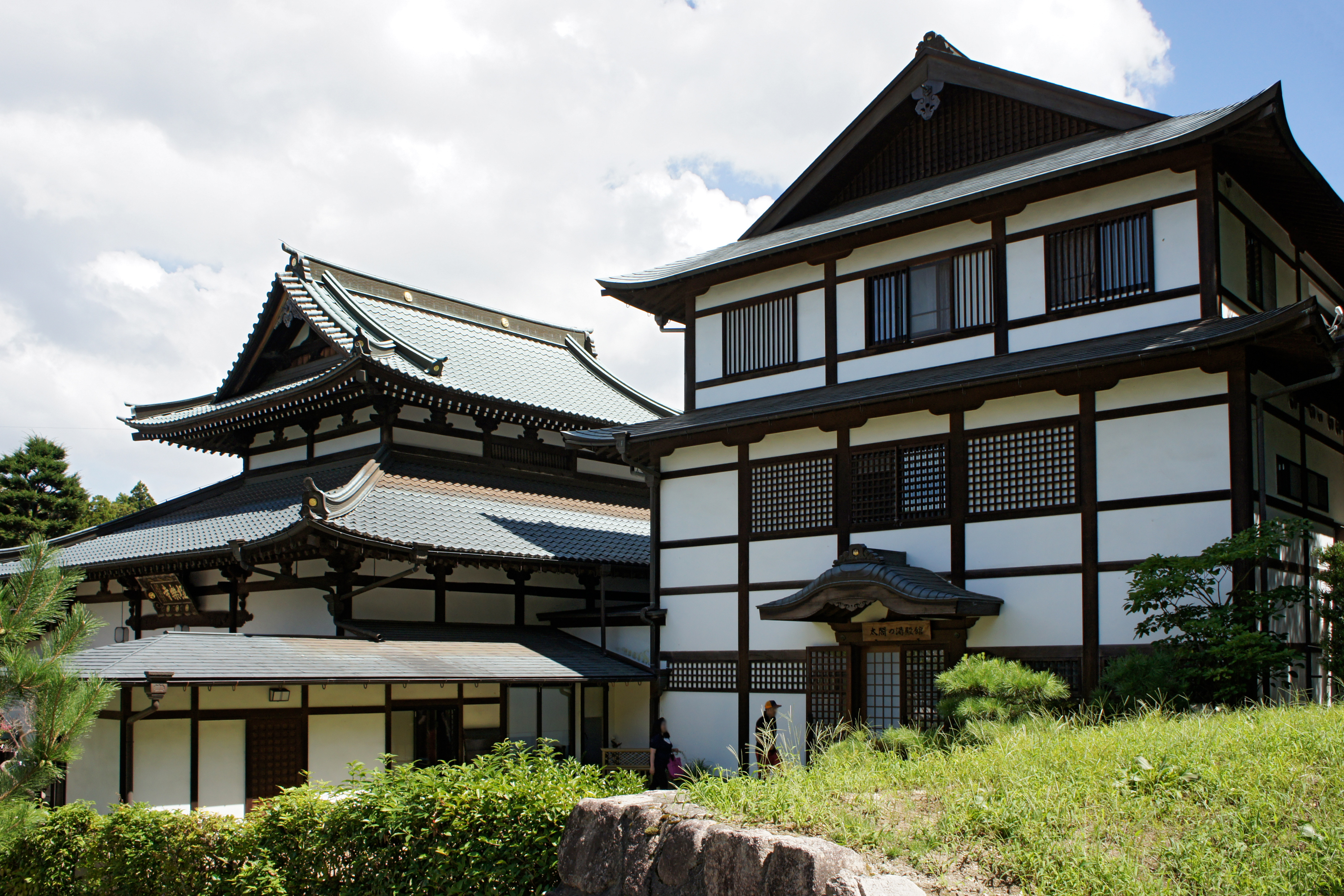
手前は帯曲輪と隅櫓跡、奥は極楽寺本堂
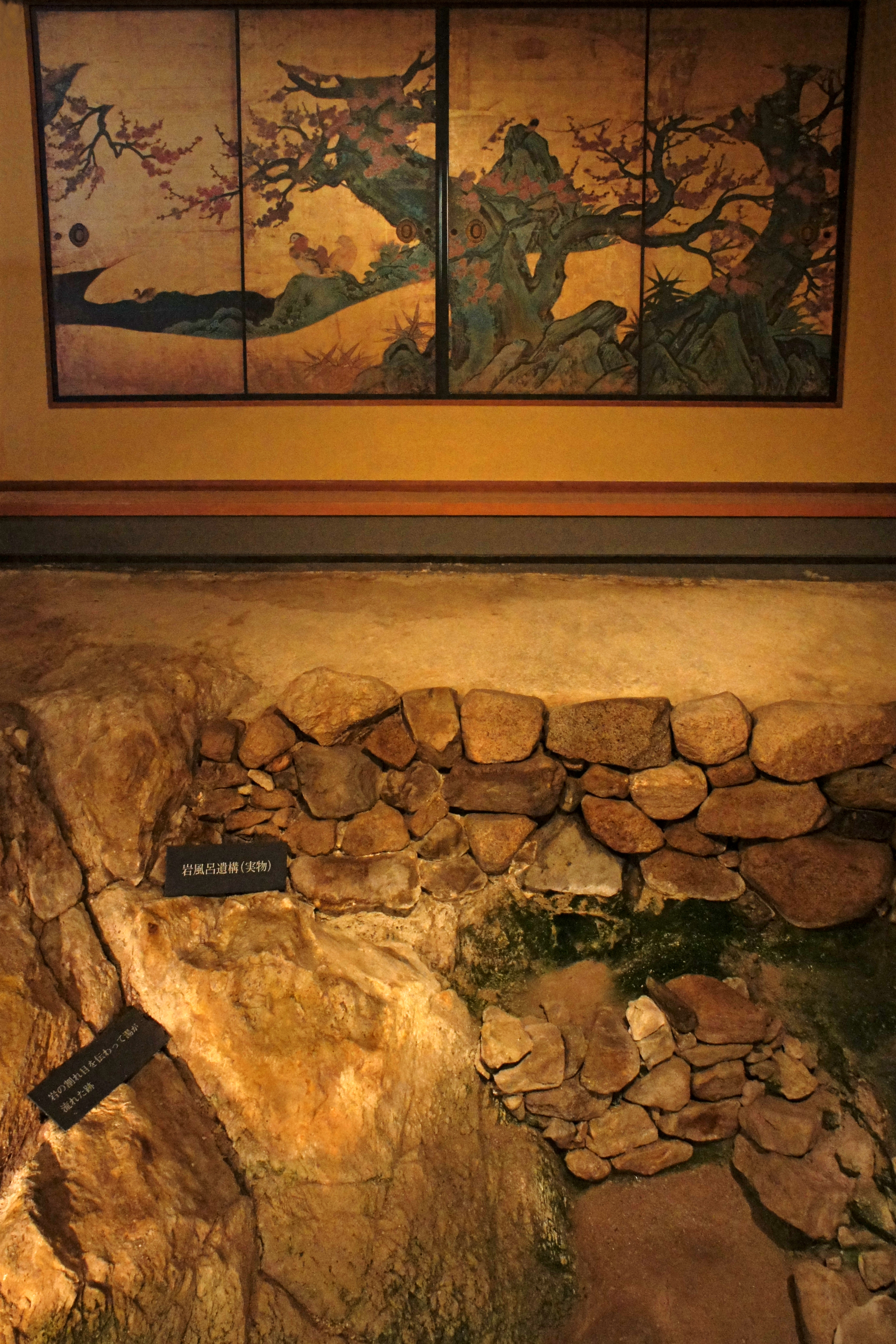
岩風呂遺構
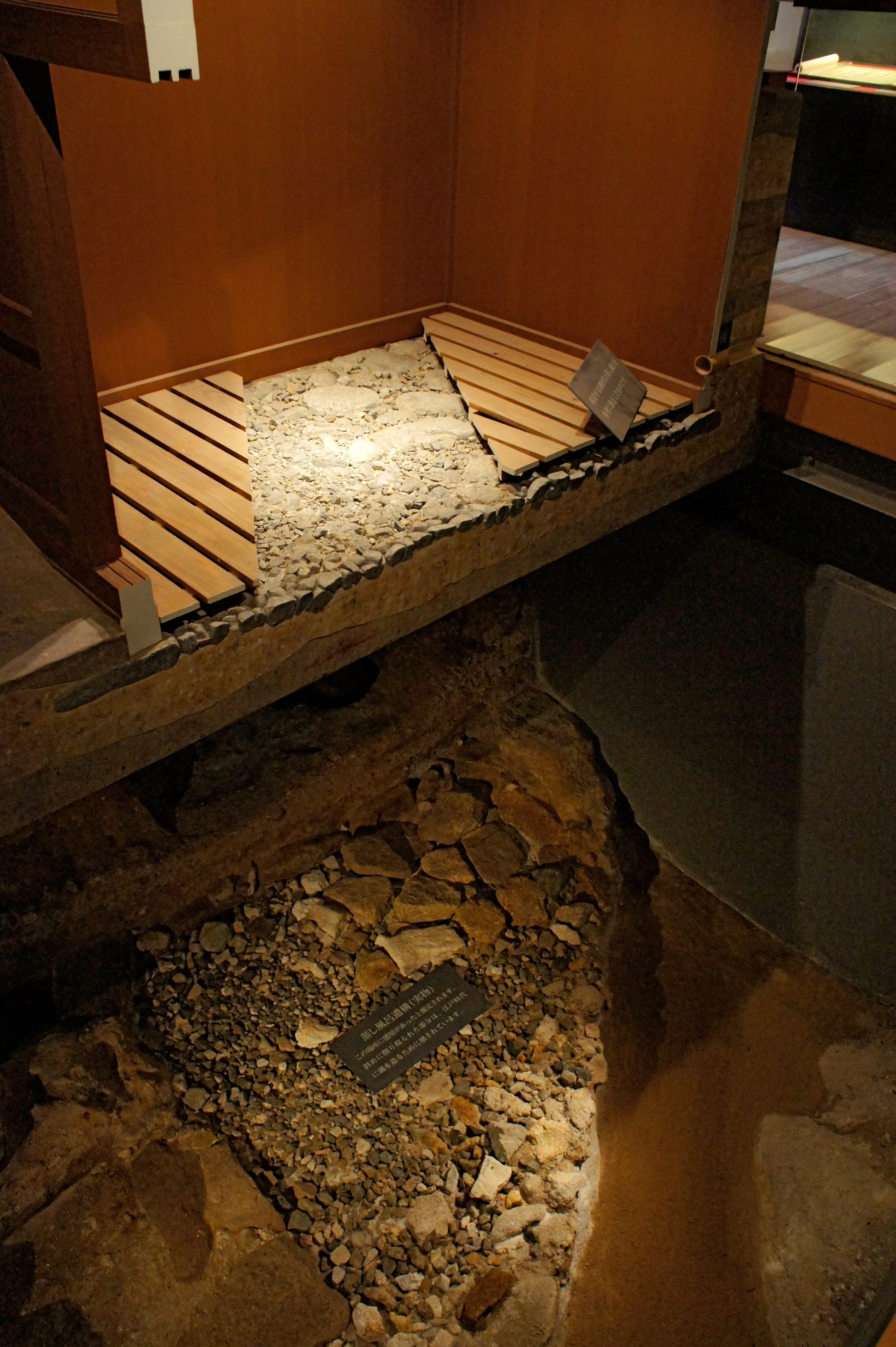
蒸し風呂遺構

## 文化財

### 神戸市指定史跡
- 伝豊太閤湯山御殿跡 - 安土桃山時代。豊臣秀吉築造。湯ぶね庭園と蒸し風呂と岩風呂の遺構、焼き物や瓦等の出土品。

## 所在地
〒651-1041 兵庫県神戸市北区有馬町1642

## 交通アクセス
- 神戸電鉄 有馬温泉駅 徒歩8分
- 六甲有馬ロープウェー 有馬駅 徒歩10分

## 周辺情報
- 温泉寺（徒歩1分）
- 念仏寺（徒歩1分）
- 湯泉神社（徒歩1分）
- 有馬の工房（徒歩1分）
- 銀の湯（徒歩2分）